# SHiNTA
SHiNTA（シンタ）、本名渡邉 伸太（わたなべ しんた）は、福岡県宮若市出身の作曲家・編曲家である。

## 概要
alanへの楽曲提供の傍ら、福岡のインディーズ音楽製作ユニットStates of nineのメンバーとしても活躍している。ヤマハ・EOS SOUND CONTEST '99でコピー部門賞を受賞した。2011年より福岡アイドル「LinQ」の楽曲を制作。

## 主な楽曲
alan
- 涙
- Liberty
- Beauty
- Butterflies

LinQ
- LinQ Theme（作曲・編曲）
- ハジメマシテ（作曲・編曲）
- for you（編曲）
- Let's feel together（作曲・編曲）
- 夏magic（編曲）
- Fighting girl（編曲）
- Pretty Woman（編曲）
- きもち（編曲）
- さくら果実（作曲・編曲）
- なう。（編曲）
- Shining Star（作曲・編曲）
- 桜を見上げて（編曲）
- カロリーなんて（作曲・編曲）
- 手をつないで（作曲・編曲）
- Sakura物語（作曲・編曲）
- シアワセのエナジー（作曲・編曲）
- 祭りの夜～君を好きになった日～（作曲・編曲）
- チャイムが終われば（作曲）
- チャイムが終われば（SHiNTA PLANET ver.）（作曲・編曲）
- フクオカ好いとぉ（作曲・編曲）
- GARNET（作曲・編曲）
- Wake up（作曲・編曲）
- もっともっといつかきっと（作曲・編曲）
- 雨にぬれても（作曲・編曲）
- 笑顔にLinQ（作曲・編曲）
- HANABI!!（作曲・編曲）
- 未来日記（作曲・編曲）
- カラフルデイズ -SHiNTA PLANET Version-（編曲）
- No Lady, No Life（作曲・編曲）
- ナツコイ（編曲）
- Bye-bye baby love（編曲）
- Peace（作曲・編曲）
- 冒険（編曲）
- マケナイガールズ（作詞・作曲・編曲）
- V to ROAD（作曲・編曲）
- Jump Jump Jump!（作曲・編曲）
- FRONTIER（作曲・編曲）
- HYBRIDOLL（編曲）
- SUMMER DAYS（作曲・編曲）
- N and F（作曲・編曲）
- SHAKARIKI GROOVY（作曲・編曲）
- Hands（作曲・編曲）
- Supreme（作曲・編曲）
- Sweet Dream（作曲・編曲）
- キミがいたから（作曲・編曲）
- ポ!ジ!ティブ!!（作詞・作曲・編曲）
- ONE FOR ALL FOR ONE（作曲・編曲）
- CHOKI CHOKI（作曲・編曲）
- SUMMER SWITCH（作曲・編曲）
- grown up（編曲）
- イツレン（作曲・編曲）
- one love ～キミへの贈り物～（作曲・編曲）
- I am…（作曲・編曲）
- 進め!少年少女（作曲・編曲）

キャラメル☆リボン
- スタートリボン（作曲・編曲）
- ALL NEW FEELIN'（編曲）
- ファーストシークレット（作曲・編曲）

 くるーず〜CRUiSE! 
- 恋の受験（作曲・編曲）
- WATERマーメイド（作曲・編曲）
- 春風とルルル（作曲・編曲）
- Peace Peace Peace（作曲・編曲）

青井海優 
- ヒガンバナ（作曲・編曲）

殿川遥加
- はるごんくえすと（作曲・編曲）

ALLI 
- shooting star（作曲・編曲）
- キミといた夏（作曲・編曲）
- flavor（作曲・編曲）
- 淋しくて（作曲・編曲）
- You will be alright（作曲・編曲）
- reflection（作曲・編曲）
- Call（作曲・編曲）
- 踊ろDancing!!（作曲・編曲）
- 会いたいでも会えない（作詞・作曲・編曲）

 CROWN POP 
- ホログラフィック・デート（作曲・編曲）

彼女のサーブ&レシーブ
- さよならサンセット（編曲）

4/7（963+彼女のサーブ&レシーブ）
- LOVE&GIRLS（作曲・編曲）
- 春風プリズム（作曲）
- ロマンティックハイウェイ（作曲）
- POPCORN（作曲）

 REMIX （特記以外・SHiNTA PLANET REMIX）
- LinQ Theme
- Going my way!
- HA.JI.ME.MA.SHI.TE
- Let's feel together
- SAKURA MONOGATARI
- Shiawase no energy
- Shining Star
- カラフルデイズ
- チャイムが終われば
- Pretty Woman
- 手をつないで
- シュワシュワシュワリ
- Bye-bye telephone baby love
- ウェッサイ!!ガッサイ!!
- My Ding Dong Letter
- Bye-bye baby love
- My Letter
- Wake up（SHiNTA DISCO PLANET REMIX）
- 笑顔にLinQ（SHiNTA RAINYDAY PLANET REMIX）
- HANABI!!（SHiNTA OASIS PLANET REMIX）
- LinQ Theme（CLUB NIGHT REMIX）
- マケナイガールズ（SHiNTA PLANET LADY REMIX）